# Rodolfo González
Rodolfo González, né le 14 mai 1986 à Caracas, est un pilote automobile vénézuélien.

## Carrière
- 2003 : Championnat de Grande-Bretagne de Formule Renault, winter series 19e
- 2004 : Championnat de Grande-Bretagne de Formule Renault, 21e
  - Championnat de Grande-Bretagne de Formule Renault, winter series 10e
- 2005 : Championnat de Grande-Bretagne de Formule Renault, 9e
  - Championnat de Grande-Bretagne de Formule Renault, winter series 13e
- 2006 : Championnat de Grande-Bretagne de Formule 3 national class, champion (13 victoires)
- 2007 : Championnat de Grande-Bretagne de Formule 3, 11e
- 2008 : Formule 3 Euroseries, 24e
- 2009 : Euroseries 3000, 5e (1 victoire)
- 2010 : GP2 Asia Series, 29e
  - GP2 Series, 21e
- 2011 : GP2 Asia Series, 17e
  - GP2 Series, 26e
- 2012 : GP2 Series, 22e
- 2013 : Pilote essayeur chez Marussia F1 Team
- 2014 : Pilote essayeur chez Marussia F1 Team
  - 24 Heures du Mans, abandon
  - Formula Acceleration 1, 10e
- 2015 : IndyCar Series